# Marinha das Ondas
Marinha das Ondas é uma vila portuguesa sede da freguesia da Marinha das Ondas do município da Figueira da Foz, freguesia com 27,41 km² de área e 3188 habitantes (censo de 2021), tendo, assim, uma densidade populacional de 116,3 hab./km².
A freguesia da Marinha das Ondas foi criada pelo decreto nº 15.223, de 21/03/1928, com lugares das freguesias de Lavos e Paião (Fonte: INE).
Por sua vez, a sede da freguesia, a povoação da Marinha das Ondas, foi elevada à categoria de vila em 12 de junho de 2009.
No primeiro fim-de-semana de julho realizam-se os festejos em honra de Nossa Senhora das Ondas. 

## Demografia
A população registada nos censos foi:
| Distribuição da população por grupos etários | Distribuição da população por grupos etários | Distribuição da população por grupos etários | Distribuição da população por grupos etários | Distribuição da população por grupos etários |
| -------------------------------------------- | -------------------------------------------- | -------------------------------------------- | -------------------------------------------- | -------------------------------------------- |
| Ano                                          | 0-14 Anos                                    | 15-24 Anos                                   | 25-64 Anos                                   | > 65 Anos                                    |
| 2001                                         | 477                                          | 487                                          | 1701                                         | 576                                          |
| 2011                                         | 453                                          | 310                                          | 1710                                         | 706                                          |
| 2021                                         | 405                                          | 348                                          | 1664                                         | 771                                          |

## Escuteiros
Nesta freguesia tem sede o agrupamento de escuteiros 1224 - Marinha das Ondas. Este agrupamento existe desde fevereiro de 1995.